# Loimijoki

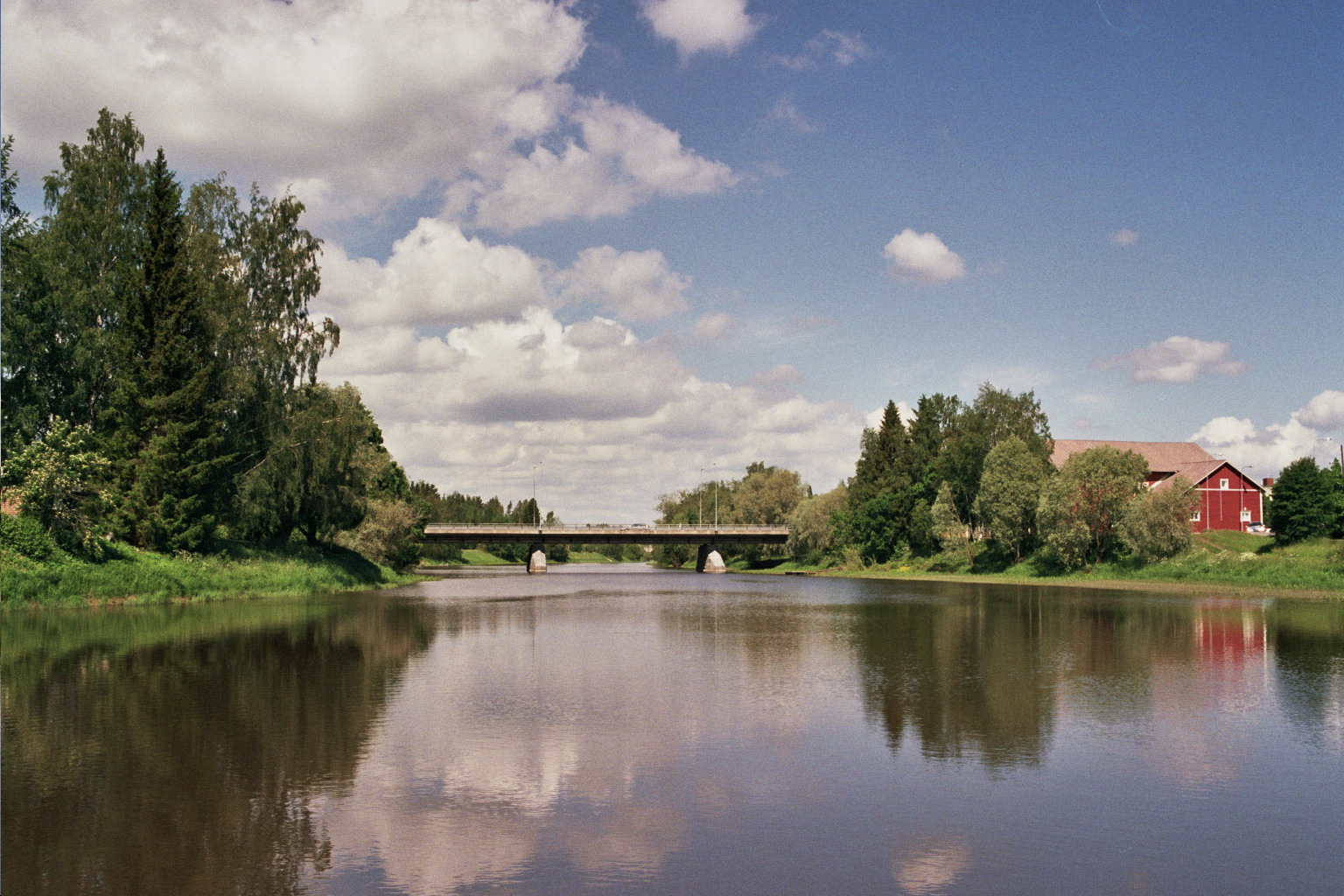
Loimijoki i Vittis.

Loimijoki  är en å i Finland i landskapen Satakunta, Egentliga Finland och Egentliga Tavastland. Loimijoki är den största bifloden till Kumo älv och har sin början i Tammela i Egentliga Tavastland, i sjön Pyhäjärvi, och mynnar i Kumo älv i Vittis i Satakunta. Städerna Forssa och Loimaa (vars historiska svenska namn är Loimijoki) samt kommunerna Jockis och Ypäjä samt före detta kommunerna Loimaa kommun, Alastaro och Vampula är belägna vid ån. Den största bifloden till Loimijoki är Kojonjoki.